# Römisch-katholische Kirche im Irak
Die Römisch-Katholische Kirche im Irak besteht aus Kirchen sowohl des Lateinischen als auch anderer Riten.
Die hauptsächliche Gruppe – drei Viertel aller irakischen Christen – stellt die Chaldäisch-katholische Kirche dar. Diese Kirche verwendet eine dem Aramäischen, das zur Zeit Jesu Christi in Palästina gesprochen wurde, ähnliche Liturgiesprache. Es existieren außerdem syrisch-katholische, armenisch-katholische, griechisch-katholische und lateinische Gemeinschaften.
Heute (Stand März 2009) gibt es in Bagdad – Klöster ausgenommen, von denen jedes seine eigene hat – sechzig Kirchen. Etwa die Hälfte der Kirchen ist katholisch.
Heute gibt es mehr als 300.000 Katholiken im Irak, was circa 1 % der Bevölkerung entspricht.

## Geschichte

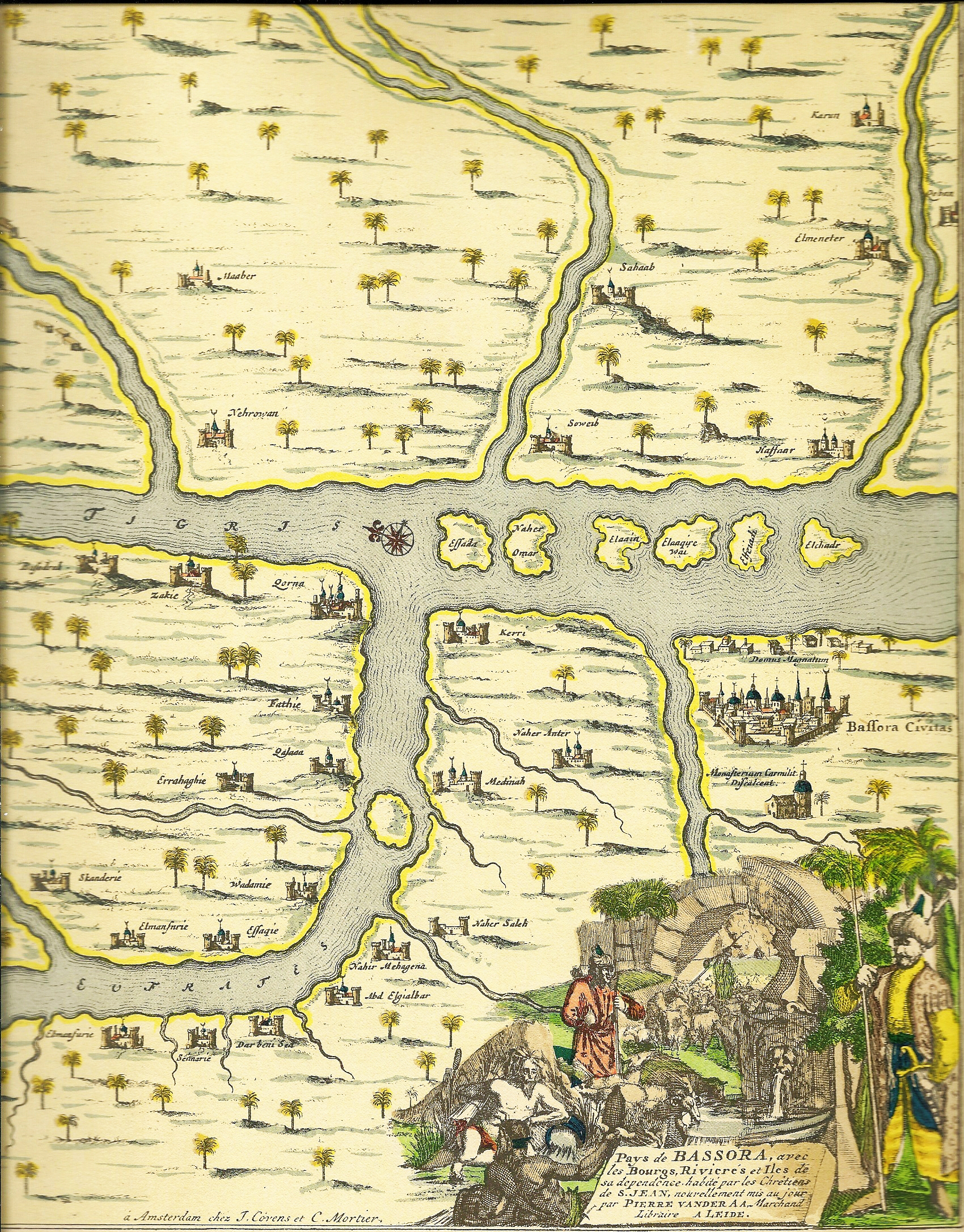
Anfang des 17. Jahrhunderts gestattete Emir Afrasiyab katholischen Portugiesen die Errichtung einer Kirche vor Basra

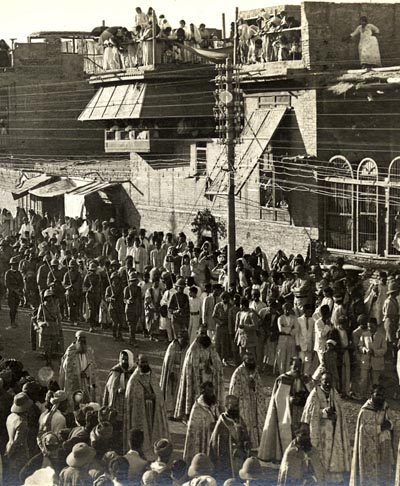
Fronleichnamsfeier in Bagdad 1920

### Vorgeschichte
Die Geschichte des katholischen Christentums im Irak hat sehr lange Tradition. Die Präsenz der Christen im Irak führt ihren Ursprung auf das Predigen des Heiligen Thomas, der der Tradition zufolge im Jahr 37 in Mesopotamien ankam, zurück.
Das Baath-Regime förderte die Pflege der assyrischen Sprache, beschnitt aber die Freiheit der Christen, indem es ihre Schulen verstaatlichte. Präsident Saddam Hussein hatte einen Christen, Mikhail Yuhanna, in seiner Regierung, dieser aber war wenig religiös und nahm daher den arabischen Namen Tariq Aziz an.

### Seit dem Irakkrieg
Nach dem Ende der Diktatur 2003 und der Rückkehr der Demokratie ist das Verbot, nichtislamische religiöse Werke zu drucken, gefallen. So kann man im Irak zwar wieder christliche Bücher drucken, aber zur selben Zeit hat so im ganzen Land der islamische Radikalismus zugenommen und mit ihm die religiöse Intoleranz. Dies betraf auch die katholische Kirche. Die zunächst isolierten Angriffe haben sich in eine Verfolgung verwandelt. Regelrechte Ächtungslisten sind angefertigt worden.
In nur fünf Jahren (2003–2008) ist die katholische Bevölkerung des Irak von 800.000 auf weniger als 300.000 gesunken. Sie macht laut Erzbischof Louis Sako 2010 noch 0,9 Prozent der Gesamtbevölkerung aus (gegenüber 2,9 Prozent vor dem Einmarsch der Alliierten Truppen).
Heute können im Irak Autos weder an Kirchen parken noch an ihnen vorbeifahren. 
Louis Sako, Erzbischof von Kirkuk, hat bestätigt, dass seitdem der Fundamentalismus 2003 angestiegen ist, 710 christliche Märtyrer im ganzen Land gezählt wurden.

## Diözesen
Es gibt 15 aktive Diözesen und Eparchien im Irak (Stand 2008):
Lateinische Kirche
- Erzbistum Bagdad

Chaldäisch-Katholische Kirche
- Patriarch von Babylon der Chaldäer
- Erzbistum Bagdad (zurzeit mit dem Patriarchat vereinigt)
  - Bistum Alquoch
  - Bistum Dohuk
  - Bistum Zaku
- Erzeparchie Erbil
- Erzeparchie Bassora
- Erzbistum Kirkuk-Sulaimaniya
- Erzeparchie Mossul-Aqra

Armenisch-katholische Kirche
- Erzeparchie Bagdad

Syrisch-katholische Kirche
- Erzeparchie Bagdad
- Erzeparchie Mossul

Melkitische Griechisch-katholische Kirche
- Patriarchal-Exarchat Irak